# Serieåret 1986

## Händelser

### Maj
- 16 maj-2 november - Serier! Serieutställning som arrangerades på Kulturhuset i Stockholm mellan 16 maj och 2 november 1986.
- Maj - Storstockholms Seriefrämjande och seriefrämjaren Klas Åkerblom tar initiativ till att slå rekord i "Världens längsta serie". Arrangemanget gick av stapeln utanför Kulturhuset i Stockholm under ett par dygn i maj 1986, då gräddan av Sveriges serieskapare, plus åtskilliga amatörer, tecknade en seriestripp som en stafettserie. Evenemanget genomfördes i samband med den stora utställningen Serier! som hölls på Kulturhuset. Resultatet hängdes också upp i Kulturhusets fönster. Serien mätte etthundrasextionio meter och fyrtioen centimeter.[1]

### Okänt datum
- Watchmen, en serie i 12 delar skriven av Alan Moore, och illustrerad av Dave Gibbons samt publicerat av DC Comics, debuterar. Den vinner Hugo Award,[2] samt förekommer 2005 på Time's lista över de "100 bästa engelskspråkiga romanerna från 1923 till nutid".[3]
- DC Comics crossoverserie Crisis on Infinite Earths avslutas.
- James Hund av Jonas Darnell och Patrik Norrman skapas.
- Serieförlaget Dark Horse Comics ger ut sin första publikation.
- Turtles medverkar i svenska Maxx.[4]

## Pristagare
- 91:an-stipendiet: Lena Furberg
- Adamsonstatyetten: Jacques Tardi, Joakim Pirinen
- Guld-Adamson: Lee Falk
- Pulitzerpriset för "Editorial Cartooning": Jules Feiffer, The Village Voice
- Reuben Award: Bill Watterson

## Utgivning
- Batman - The Dark Knight Returns - Frank Miller
- I serietidningen Pox 9/1986 publiceras serien Hundkojan av Yoshihiro Tatsumi

### Album
- Ett fall för Agent Annorlunda - Måns Gahrton och Johan Unenge[5]
- Herkules harem (Agent Annorlunda) - Måns Gahrton och Johan Unenge[6]
- Bröderna Daltons hämnd och andra äventyr (Lucky Luke)[7]
- Spökranchen och andra äventyr (Lucky Luke)[7]
- Tintin och alfabetskonsten[8]

### Startade serietidningar
- Tung Metall
- Elixir

## Födda
- 26 januari – Nanna Johansson, svensk serieskapare.
- 20 februari – Ellen Ekman, svensk serieskapare.
- 10 mars – Sara Hansson, svensk serieskapare.

## Avlidna
- 22 juli - Floyd Gottfredson (född 1905), amerikansk serietecknare.
- 24 november - Al Smith, 84, amerikansk serietecknare.
- 24 december - Gardner Fox, 75, amerikansk serieförfattare.

### Fotnoter
1. ↑  uppgift från Bild & Bubbla 2/86 sid 20.
2. ↑  "AwardWeb: Hugo Award Winners" Arkiverad 9 februari 2014 hämtat från the Wayback Machine. - Watchmen listad som vinnare av Hugo Award (läst 20 april 2006)
3. ↑  "Time Magazine - ALL-TIME 100 Novels" – En sammanfattning som beskriver Watchmen (läst 14 april 2006)
4. ↑  ”Seriesamlarna”. http://www.seriesam.com/cgi-bin/guide?s=MAXX+(1986). Läst 11 mars 2011.
5. ↑  ”Seriesamlarna”. http://www.seriesam.com/cgi-bin/guide?s=ETT+FALL+F%D6R+AGENT+ANNORLUNDA+(1986). Läst 11 mars 2011.
6. ↑  ”Seriesamlarna”. http://www.seriesam.com/cgi-bin/guide?s=ETT+FALL+F%D6R+AGENT+ANNORLUNDA+(1986). Läst 12 mars 2011.
7. 1 2  ”Lucky Luke på svenska”. Arkiverad från originalet den 11 november 2014. https://web.archive.org/web/20141111004811/http://www.visit.se/~dampgrodan/album_kronolog.html. Läst 12 mars 2011.
8. ↑  ”Tintin”. http://en.tintin.com/albums/show/id/48/page/0/0/tintin-and-alph-art. Läst 12 mars 2011.